# گرینلند
گرینلند یا گروئنلند (به گرینلندی: Kalaallit Nunaat) (به دانمارکی: Grønland) ناحیه‌ای خودمختاردر اقیانوس منجمد شمالی است که بخشی از قلمروی پادشاهی دانمارک است. گرینلند در آمریکای شمالی واقع شده ومحل زندگی حدود ۵۶ هزار نفر(براساس سر شماری سال ۲۰۱۶)است. همچنین این کشور به‌عنوان کم‌تراکم‌ترین منطقه جهان از لحاظ جمعیتی شناخته می‌شود. جمعیت آن از مردم بومی (از تبار اسکیموها) و مهاجران دانمارکی تشکیل شده است. پایتخت آن به زبان کالاآلیت، نوک و به زبان دانمارکی، گودت‌هاب نام دارد. نام گرینلند به معنی «سرزمین سبز» یا «سبزستان» است.
به‌جز چند نقطه محدود که محل سکونت اهالی گرینلند است دیگر مناطق این آبخوست، یخ‌زده و به‌طور کلی خالی از سکنه است. این سرزمین از نظر جغرافیایی در محیط قاره آمریکای شمالی واقع شده اما از نظر سیاسی و فرهنگی با اروپا به ویژه کشورهای نروژ و دانمارک مراوده بیشتری دارد. گرینلند در حالی بزرگترین جزیره کره‌زمین است که ۹۷٪ از مساحت آن برابر ۱٬۷۱۰٬۰۰۰ کیلومتر مربع (۶۶۰٬۰۰۰ مایل مربع) با لایه‌های یخی به ضخامت ۳ کیلومتر پوشیده شده است. یکی از ارزش‌های راهبردی کشور دانمارک، مالکیت گرینلند است. از آنجایی که بخشی از پادشاهی دانمارک است، مردم این سرزمین، شهروند دانمارک محسوب می‌شوند.

## ریشه نام
نام گرینلند ریشه به معنای سرزمین سبز در زبان‌های اسکاندیناوی دارد. سرگذشت‌نامه‌های ایسلندی گزارش می‌دهند که شخصی نروژی‌تبار به نام اریک سرخ به خاطر جنایت از خاک ایسلند تبعید شد. او به همراه خانواده و بردگانش با قایق، خاک ایسلند را ترک نمود و به آبخوستی دورتر در شمال باختر رسید؛ و آنجا را گرینلند به معنی سرزمین سبز نامید به این امید که این نام، فریبندگی خاصی برای مهاجران تازه داشته و جمعیت بیشتری را برای مهاجرت به آن نقطه تشویق نماید.

## تاریخ
مردم اسکیمو که نیاکانشان از کانادا آمده‌بودند دستکم در ۴۵۰۰ سال گذشته به‌طور متناوب در بخش‌هایی از گرینلند زندگی می‌کردند. گرینلند با وجود اینکه از میانه هزاره سوم (پیش از میلاد) سابقه زندگی (البته نه به‌طور مداوم) اروپائیان را داشته اما تا سده ۱۰ (میلادی) برای آنها ناشناخته مانده بود. تا اینکه گروهی از نورس‌ها (وایکینگ نروژی) که در راه ایسلند بودند راه خود را گم کرده و به کرانه‌های غیر مسکونی گرینلند رسیدند. نورس‌ها در سده ۱۰ (میلادی) در مناطق غیرمسکونی جنوب گرینلند سکونت یافتند و پس از آن، در سده ۱۳ (میلادی) اینوئیت‌ها و در سده ۱۵ (میلادی) سایر بومیان در این آبخوست به‌طور دائمی مستقر شدند. سکونتگاه‌های نورس‌ها اما رفته‌رفته برچیده شد تا اینکه در اواخر سده ۱۵ (میلادی) دیگر از روستاهای نورس اثری در گرینلند باقی نماند. کمی پس از ترک گرینلند از سوی نورس‌ها، پرتغالی‌ها در سال ۱۴۹۹ (میلادی) به اکتشاف بخش‌های کوچکی از گرینلند روی آوردند و مدعی مالکیت کل آبخوست گرینلند شدند. پرتغالی‌ها برای گرینلند نام «تِرا دو لاورادور» را استفاده می‌کردند. در اوایل سده ۱۸ (میلادی) مردم اسکاندیناوی و گرینلند بار دیگر تماس پیدا کردند و دانمارک در همان سده پس از اختلاف با نروژ گرینلند را مستعمره خود ساخت.
در جریان جنگ جهانی دوم و پس از اشغال دانمارک به دست آلمان نازی، ایالات متحده آمریکا کنترل آبخوست گرینلند را به دست گرفت و آن را یک سرزمین تحت‌الحمایه نامید. پس از پایان جنگ، گرینلند دوباره به دانمارک بازگردانده شد و در ۱۹۵۳ (میلادی) دانمارک، گرینلند را به خاک خود ضمیمه کرد.

## جغرافیا
گرینلند با پهناوری ۲٬۱۶۶٬۰۸۶ کیلومتر مربع (۸۳۶٬۳۳۰ مایل مربع) کمابیش به اندازه عربستان سعودی است. گرینلند بزرگ‌ترین آبخوست غیر قاره‌ای جهان است. این آبخوست در شمال اقیانوس اطلس جای دارد و دریای گرینلند از مهم‌ترین دریاهای آن است. بلندترین نقطه آن کوه گون‌بیورن است. بیشتر مساحت گرینلند در بالای مدار شمالگان قرار دارد. به همین دلیل در بخش شمالی آبخوست، ۵ ماه از سال را خورشید پیوسته و بدون غروب در آسمان می‌تابد. در بخش میانی گرینلند نیز، از پایان ماه مه تا پایان ماه ژوئیه، پدیده غروب خورشید روی نمی‌دهد.
گرینلند، سرزمینی سرد و خشک و دارای اقلیم قطبی است. ۸۱٪ رویه آن پوشیده از یخچال‌های طبیعی است. در برخی مناطق عمق این یخ تا چهار کیلومتر نیز می‌رسد. این یخچال‌ها، یخسار بزرگی را می‌سازند که پهناوری آن، در حدود ۸/۱ میلیون کیلومتر مربع است. در آب‌های پیرامون گرینلند، کوه‌یخهای بسیاری روی آب شناورند. در درون آبخوست، دمای هوا در گرم‌ترین ماه‌های سال (ژوئن، ژوئیه و اوت)، به ۱۰ درجه سلسیوس می‌رسد. حال آن‌که در کرانه‌های جنوبی گاه از ۲۰ درجه سلسیوس افزایش می‌یابد که دلیل آن، کمتر بودن عرض جغرافیایی و جریان‌های آب گرم اقیانوس اطلس شمالی است. گرینلند سرزمینی کم‌باران است. اما میزان بارندگی در جنوب گرینلند از شمال آن بیشتر است. بارش رگبار به‌ندرت رخ می‌دهد. میزان بارش برف نیز در بخش‌های مختلف، متفاوت است. در کرانه‌ها (که بیشتر شهرهای گرینلند در آن سامان ساخته شده‌اند) بارش عمده برف از ماه دسامبر آغاز شده و تا ماه مارس ادامه می‌یابد.
در پی گرمایش جهانی در میان سال‌های ۲۰۰۰ تا ۲۰۰۸، در حدود ۱۵۰۰ میلیارد تُن از تاقچه‌های یخی گرینلند از میان رفته که این برابر افزایش میانگین سالانه ۰٫۴۶ میلیمتر به ارتفاع آب دریاهاست. تاقچه‌های یخی، لایه‌های افقی بزرگی از یخ هستند که از یک سو با یخچال‌های روی خشکی پیوند داشته و از سویی دیگر به دریا راه دارند. سرعت آب شدن کوه‌های یخی گرینلند نگران کننده است.
پوشش گیاهی گرینلند، شامل گیاه، گل، خزه و درختچه‌های بید است که در تابستان‌های کوتاه این سرزمین می‌رویند. خرس قطبی، گوزن شمالی، و نهنگ، مهم‌ترین جانوران اقلیم قطبی گرینلند هستند.

## سیاست
گرینلند ۳۰۰ سال است که تحت کنترل دانمارک بود است. با این که گرینلند هنوز بخشی از پادشاهی دانمارک به‌شمار می‌آید اما از سال ۱۹۷۹ به خودگردانی رسیده است.
از سال ۲۰۰۸ گرینلند خودمختاری بیشتری بدست آورد. به جز امور نظامی و سیاست خارجی، کنترل همه امور در دست مردم گرینلند است. بر پایه قانون اساسی، اگر مردم گرینلند در همه‌پرسی، خواستار استقلال شوند دانمارک نمی‌تواند با آن مخالفت کند.

## مردم
جمعیت گرینلند ۵۵٬۸۷۷ نفر (برآورد سال ۲۰۱۸) است که ۸۷ درصد آن بومی اسکیموهای کالاآلیت (شامل نژادهای ترکیبی با اینوئیت و دانمارکی‌ها) و ۱۳ درصد بقیه بیشتر دانمارکی‌های گرینلند و دیگر نژادهای اروپایی هستند.
بیشتر مردم گرینلند شهرنشین هستند. کمتر از ۲۰٪ در روستاها و اردوگاه‌ها می‌زیَند. گرینلند تنها ۱۸ شهر و ۶۰ روستا و اردوگاه دارد. زبان گرینلند دانمارکی و گرینلندی است و دین مردم آن مسیحیت (کلیسای دانمارک) و جان‌باوری (اسکیموها) است.

## فرهنگ
واژهٔ «اِکومیتسولیورنِک» در زبان گرینلندی به‌معنی «آفریدن چیزهای شگفت‌انگیز» است و می‌توان آن را هم‌ارز واژهٔ پارسی هنر دانست. هنر مردم بومی گرینلند، الهام‌گرفته از حیات وحش و طبیعت سخت و منجمد این سرزمین است و به باورهای سنتی مردم مربوط می‌شود.
اقتصاد گرینلند به شدت به ماهیگیری وابسته است. ماهیگیری بیش از ۹۰ درصد از صادرات گرینلند را تشکیل می‌دهد.صنعت میگو و ماهی بیشترین درآمد را دارد..
صنایع دستی گرینلند، بیشتر شامل توپیلاک‌ها است. هر توپیلاک (به‌معنی «روح نیاکان»)، پیکرهٔ کوچک و کنده‌کاری‌شده‌ای از استخوان‌های جانوران است که با وجود سادگی، بازتابی از عناصر طبیعی، تاریخ و اسطوره‌های این سرزمین است. بومیان بر این باور بوده‌اند که هر توپیلاک، تقدیس‌کنندهٔ ارواح نیاکان و طلسمی است که به شکست دشمن می‌انجامد.
امروزه در بیشتر شهرهای گرینلند، موزه‌هایی ساخته شده‌اند که در آن‌ها آثار هنری تاریخی و معاصر، به صورت دائم یا موقت به نمایش درمی‌آیند. خانهٔ فرهنگ گرینلند در نوک، یکی از مهم‌ترینِ این موزه‌هاست.

## اقتصاد
بخش زیادی از هزینه‌های گرینلند را دولت دانمارک می‌پردازد. بیکاری، یکی از مشکلات عمده مردم گرینلند است و هزینه این مردم را دولت دانمارک می‌پردازد.
سازمان زمین‌شناسی آمریکا در سال ۲۰۰۸ (میلادی) از منابع طبیعی نفت خام و گاز طبیعی فراوان گرینلند پرده برداشت. ۲۲ درصد نفت و گاز دست‌نخورده جهان در قطب شمال است. به‌تدریج، اکتشاف‌های دیگری برای یافتن ذخایر معدنی گوناگون انجام و مشخص شد که گرینلند، کانسارهای زیادی از سنگ آهن، مس، روی، سرب، اورانیم، فلورید، طلا، یاقوت و عنصرهای خاکی کمیاب (مورد استفاده در برخی صنایع مانند تولید تلفن همراه، پنل‌های خورشیدی و توربین‌های بادی) دارد. کشف این منابع باعث شد که تمام احزاب سیاسی اصلی گرینلند به اتفاق آرا از توسعه صنعت معدن این کشور پشتیبانی کنند. اما مطرح شدن موضوعاتی مانند این‌که فعالیت‌های معدنی منجر به افزایش گرمایش جهانی و قطب و ذوب شدن ذخایر یخ و یخچال‌های طبیعی این کشور می‌شود باعث شد که هم‌فکری شهروندان گرینلند از بین برود. توسعه معادن گرینلند بر افزایش دمای زمین خواهد افزود و نهادهای بین‌المللی و سیاستگذاران زیست‌محیطی برای اطمینان یافتن از اینکه میانگین دمای کره زمین در سطح مطلوب ۲ درجه باقی می‌ماند، بر فعالیت‌های معدنکاری گرینلند نظارت خواهند داشت.
بر پایه‌گزارش وزارت دفاع ایالات متحده آمریکا به مجلس نمایندگان ایالات متحده آمریکا آب شدن یخ‌های قطبی باعث بازشدن راه‌های تجاری تازه می‌شود و گرینلند در مسیر این راه‌ها قرار دارد.

## تقسیمات کشوری
تقسیمات کشوری گرینلند که از ۱ ژانویهٔ ۲۰۰۹ رسمی شده است. مراکز استان‌ها با شماره نشان داده شده‌اند.
گرینلند به پنج منطقه تقسیم می‌شود:
- آواناتا
- کوجالق
- Qeqertalik
- ققاتا
- سرمرسوک

منطقه بزرگ «پارک ملی شمال خاوری گرینلند» جزء استان‌های این کشور به‌شمار نمی‌آید.

## روابط با ایالات متحده آمریکا

### استفاده نظامی
بر پایه یک قرارداد نظامی بین ایالات متحده آمریکا با دانمارک، آمریکا تجهیزات ردیابی موشکی خود را در پایگاه نظامی در گرینلند نصب کرده است. در سال ۲۰۱۸ برای جلوگیری از نفوذ چین در گرینلند، آمریکا همچنین موفق شد گرینلند را متقاعد کند که ساخت فرودگاه‌های خود را به چین ندهد.

### پیشنهاد خرید
آمریکا تا به امروز سه بار پیشنهاد برای خرید گرینلند داده است، بار نخست در سال ۱۸۷۶ و بار دوم پس از پایان جنگ جهانی دوم در سال ۱۹۴۶ و بار سوم در اوت ۲۰۱۹ دونالد ترامپ رئیس‌جمهور ایالات متحده آمریکا درخواست خرید گرینلند را داد. اما دولت دانمارک این درخواست را رد کرد. همچنین در سال ۲۰۲۵ دونالد ترامپ به صورت رسمی درخواست الحاق گرینلند به خاک ایالات متحده، حتی با استفاده از نیروی نظامی را اعلام کرد.

## نگارخانه

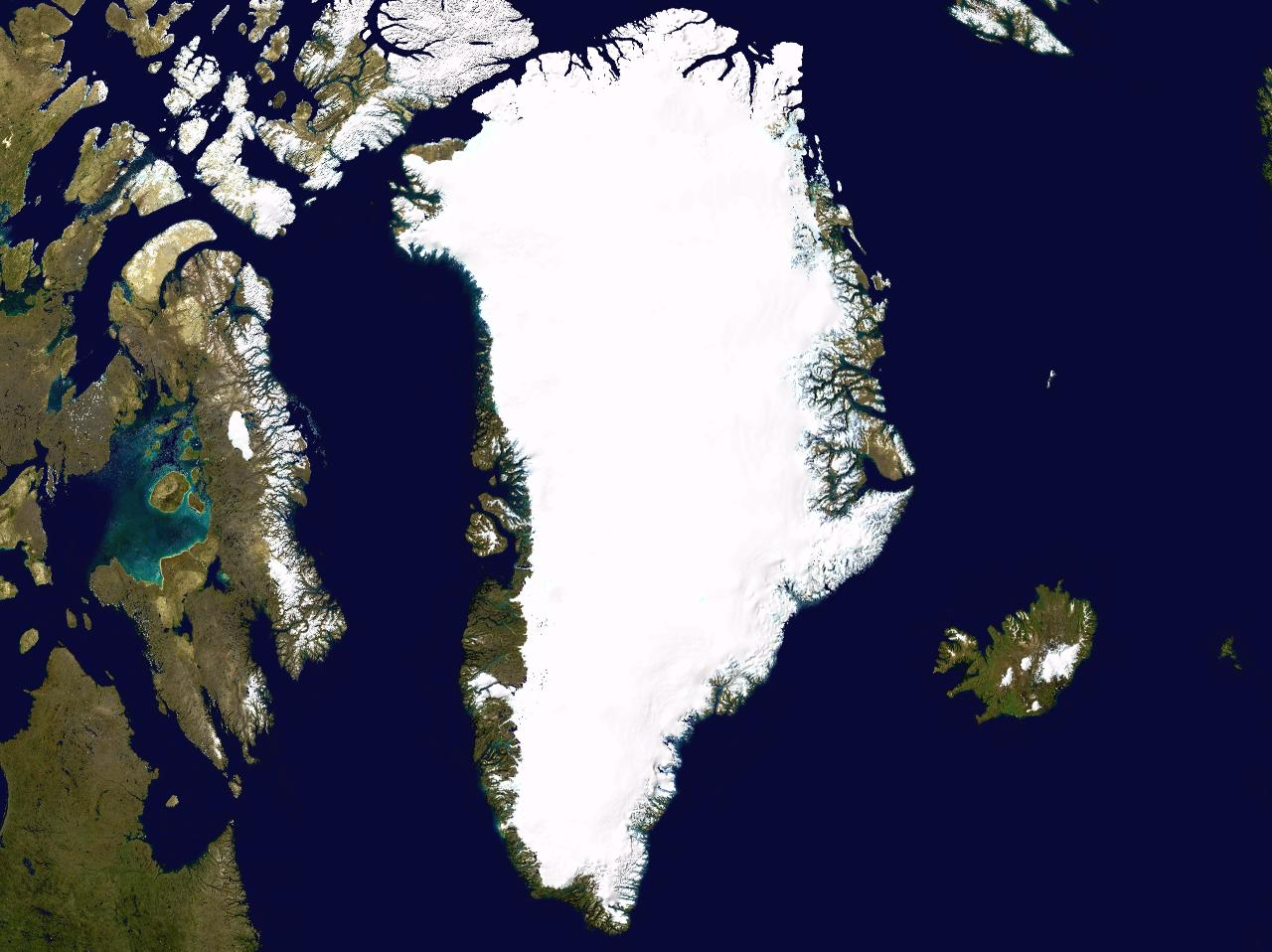
تصویر ماهواره‌ای گرینلند
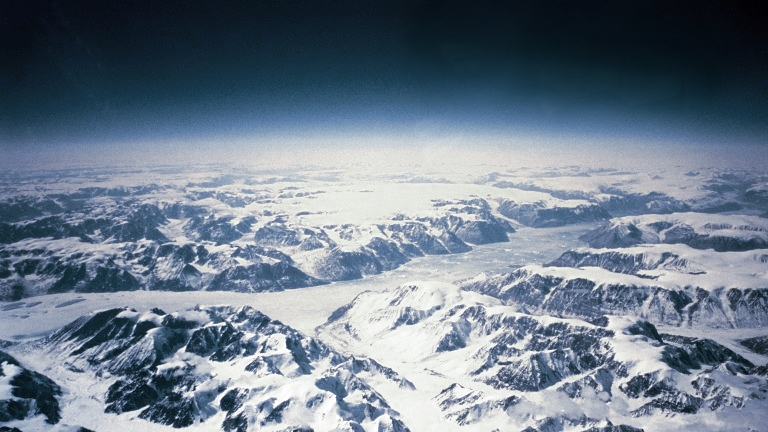
ساحل جنوب شرقی گرینلند
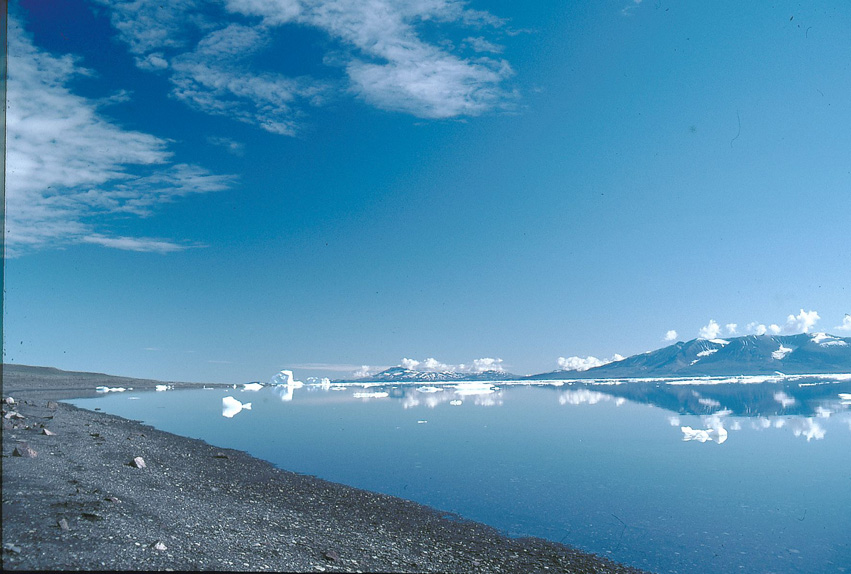
آبدره قیصر فرانتس یوزف که شماری یخکوه نیز در آن دیده می‌شود.
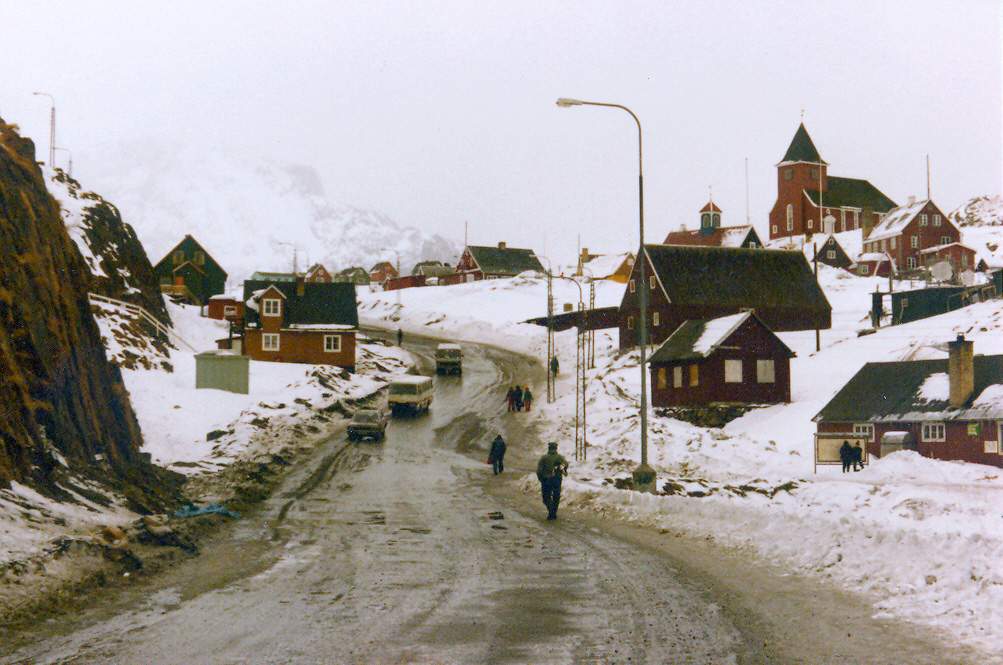
نمای یکی از شهرهای گرینلند در سال ۱۹۸۰ میلادی
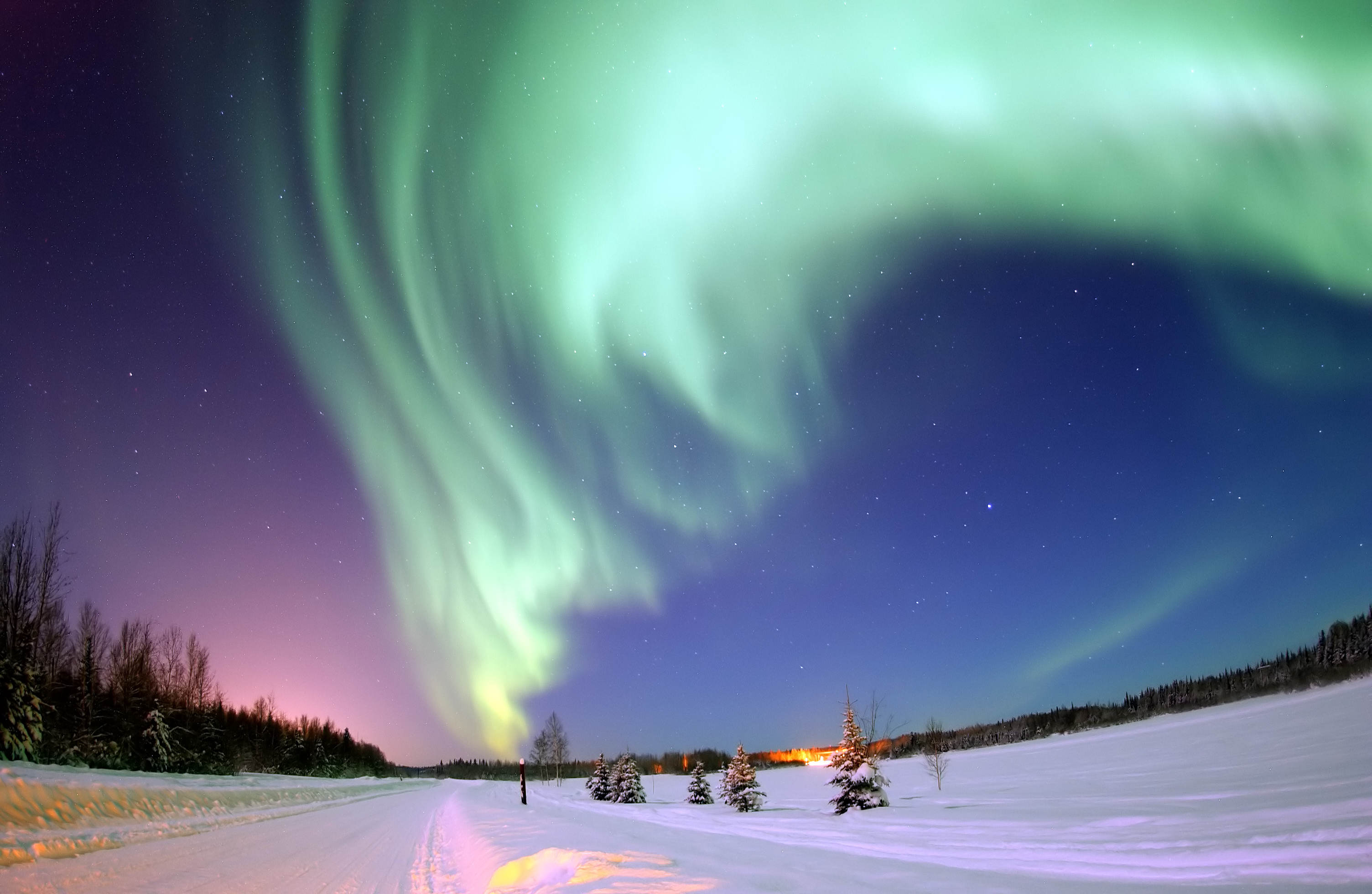
شفق قطبی (نور شمالگان) در گرینلند
شکارچی گرینلندی در حال جابجایی گوشت گوزن

## توضیحات
1. ↑  Nuna asiilasooq موقعیتی برابر با سرود ملی کشور دارد. اما در اصل، تنها، دولت محلی گرینلند از آن استفاده می‌کند.[۱]
2. ↑  Data in 2021 U.S. dollars